# Waite Park (Minnesota)
Waite Park est une ville américaine située dans le Comté de Stearns, dans le Minnesota. Selon le recensement de 2010, sa population est de 6 715 habitants.

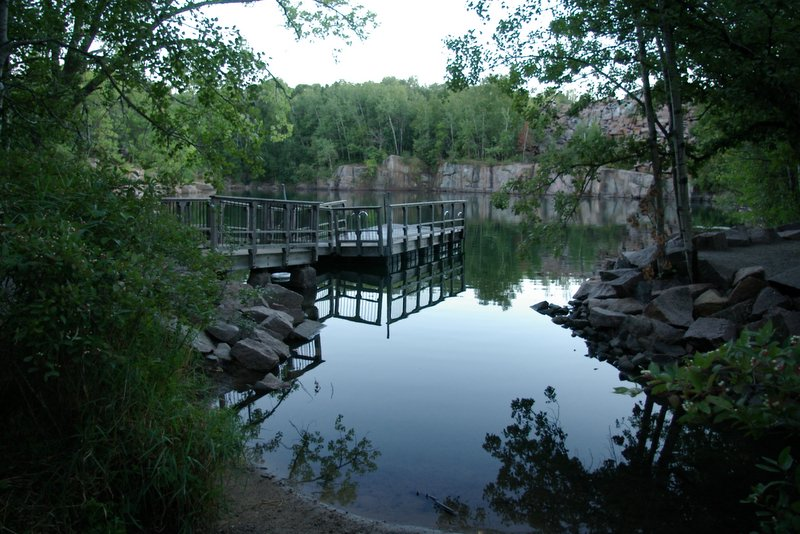
Quarry Park, 2006